# Limitless (Schiff)
Die Limitless ist eine Yacht. Zum Bauzeitpunkt war sie die größte private Megayacht der Welt. 2017 belegt sie Platz 41 in der Liste der längsten Motoryachten. Die Limitless ist im Besitz des US-Amerikaners Leslie Wexner, Vorsitzender und CEO des Unternehmens L Brands, das unter anderem die Modemarke Victoria’s Secret vertreibt.

## Entwicklung

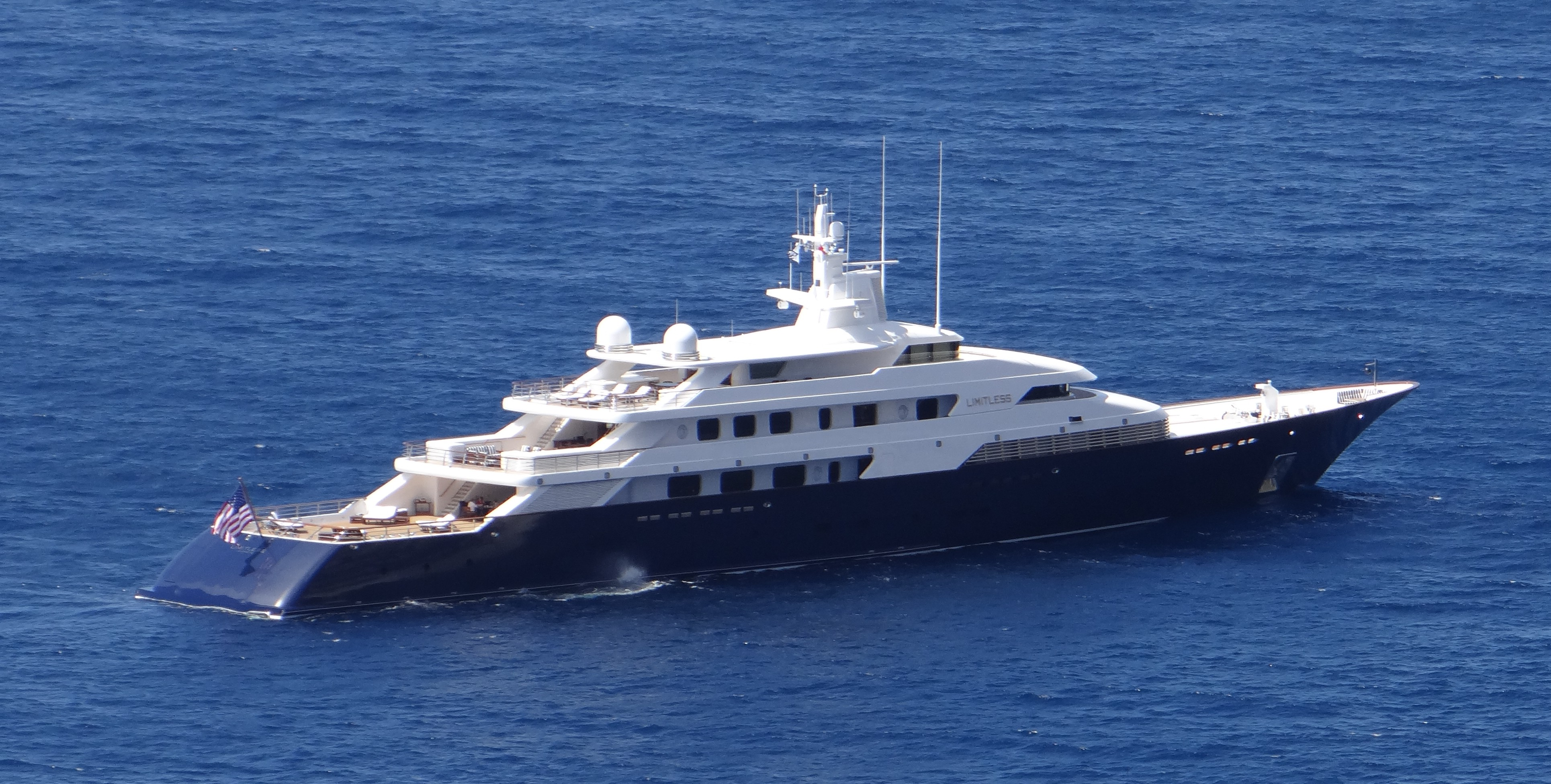
Die Limitless auf Reede

Die deutsche Werft Lürssen baute das Schiff 1997 unter der Leitung von Designer Jon Bannenberg. Die Gesamtlänge beträgt 96,25 m, die Breite 12,50 m. Der Rumpf besteht aus Stahl, die Aufbauten aus Aluminium.
Die beiden Hauptmotoren der Limitless leisten jeweils 5.418 kW. Die Höchstgeschwindigkeit der Yacht beträgt etwa 25 Knoten. Die Tanks des Schiffes fassen 400.000 Liter Diesel. Die Innenausstattung stammt von Tim Heywood und François Catroux. Die Yacht wurde 2004 umgebaut und modernisiert.
Sie hat eine Besatzung von 20 Personen und kann bis zu 10 Gäste beherbergen. Ihr Wert wird auf 100 Millionen Dollar geschätzt.
Die Entwicklung der Yacht wurde von Wexners Finanzberater Jeffrey Epstein betreut.